# Hirson
Hirson je naselje in občina v severnem francoskem departmaju Aisne regije Pikardije. Leta 2011 je naselje imelo 9.365 prebivalcev.

## Geografija
Kraj se nahaja v pokrajini Thiérache ob reki Oise in njenem levem pritoku Gland, v neposredni bližini meje z Belgijo.

## Administracija
Hirson je sedež istoimenskega kantona, v katerega so poleg njegove vključene še občine Bucilly, Buire, Effry, Éparcy, La Hérie, Mondrepuis, Neuve-Maison, Ohis, Origny-en-Thiérache, Saint-Michel, Watigny in Wimyz 18.827 prebivalci.
Kanton je sestavni del okrožja Vervins.

## Pobratena mesta
- Königsee (Turingija, Nemčija),
- Marcinelle (Hainaut, Belgija),
- Schramberg (Baden-Württemberg, Nemčija).